# Lobosculum pustula
Lobosculum pustula är en snäckart som först beskrevs av Ferussac 1832.  Lobosculum pustula ingår i släktet Lobosculum och familjen Polygyridae. Inga underarter finns listade i Catalogue of Life.